# Mario González (zapaśnik)
Mario González – ekwadorski zapaśnik walczący w stylu wolnym. Wicemistrz Ameryki Południowej w 2009 roku. Drugi na mistrzostwach panamerykańskich juniorów w 2008 i mistrz panamerykański kadetów w 2007 roku.